# Радошівка (Шепетівський район)
Ра́дошівка  — село в Україні, у Ізяславській міській громаді Шепетівського району Хмельницької області. Населення становить 1176 осіб.

## Географія
У селі річка Глибока Долина впадає у Горинь. На південний схід від села розташоване заповідне урочище «Адамове займисько», на захід від села — заповідне урочище «Радошівське».

## Історія
Перша документальна згадка про Радошівку міститься в акті дарування великого князя литовського Вітовта князю Федору Острозькому від 2 липня 1396 року в Луцьку.
У 1906 році село Славутської волості Ізяславського повіту Волинської губернії. Відстань від повітового міста 6 верст, від волості 11. Дворів 177, мешканців 1568.
7 (20) листопада 1917 року, відповідно до Третього Універсалу Української Центральної Ради, увійшло до складу Української Народної Республіки.
12 червня 2020 року, відповідно до розпорядження Кабінету Міністрів України № 727-р «Про визначення адміністративних центрів та затвердження територій територіальних громад Хмельницької області», увійшло до складу Ізяславської міської територіальної громади.
19 липня 2020 року, в результаті адміністративно-територіальної реформи та ліквідації Ізяславського району, село увійшло до складу новоутвореного Шепетівського району.

## Населення

### Мова
Розподіл населення за рідною мовою за даними перепису 2001 року:
| Мова            | Кількість | Відсоток |
| --------------- | --------- | -------- |
| українська      | 1673      | 99.64%   |
| російська       | 4         | 0.24%    |
| білоруська      | 1         | 0.06%    |
| інші/не вказали | 1         | 0.06%    |
| Усього          | 1679      | 100%     |

## Символіка
Затверджена 9 листопада 2020 р. рішенням сесії сільської ради. Автори — В. М. Напиткін, К. М. Богатов, В. В. Годованець.

### Герб
На золотому щиті з лазуровою хвилястою базою зелене перекинуте вістря, на якому золота старовинна жіноча прикраса-колт. Вістря супроводжується двома червоними квітками. Щит вписаний в золотий декоративний картуш і увінчаний золотою сільською короною. Унизу картуша напис «РАДОШІВКА».
Колт — жіноча прикраса, означає легенду про князівну і походження назви села. Дві квітки — символ двох сіл сільради, вістря — символ пагорбів, на яких знаходиться село, хвиляста база — символ Горині.

### Прапор
Квадратне полотнище поділене горизонтально хвилясто на жовту і синю смуги у співвідношенні 5:1, з верхніх кутів до лінії перетину виходить зелений трикутник, на якому жовта старовинна жіноча прикраса-колт. На жовтих полях по одній червоній квітці.

## Галерея

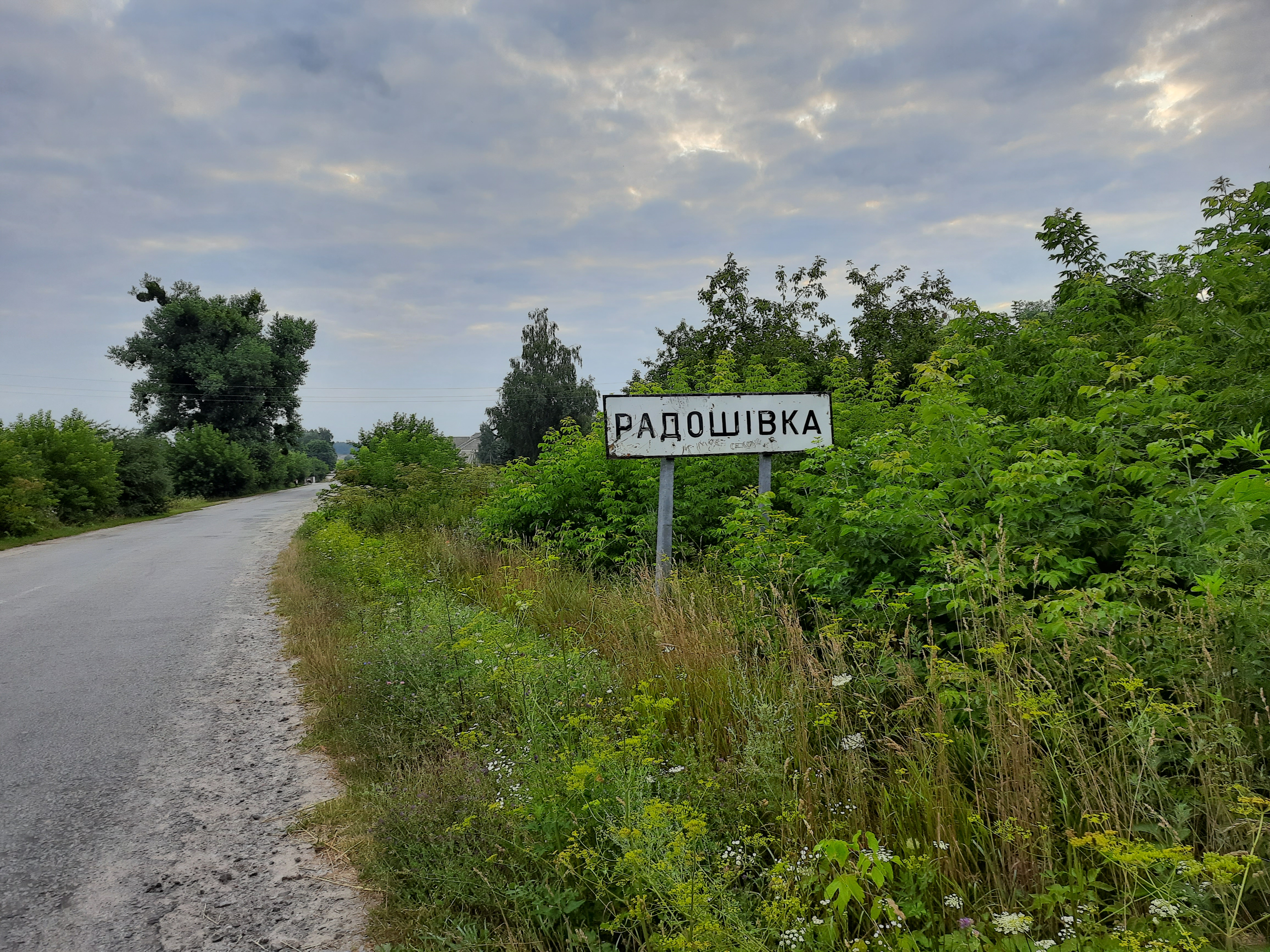
Дорожній знак при в'їзді в село
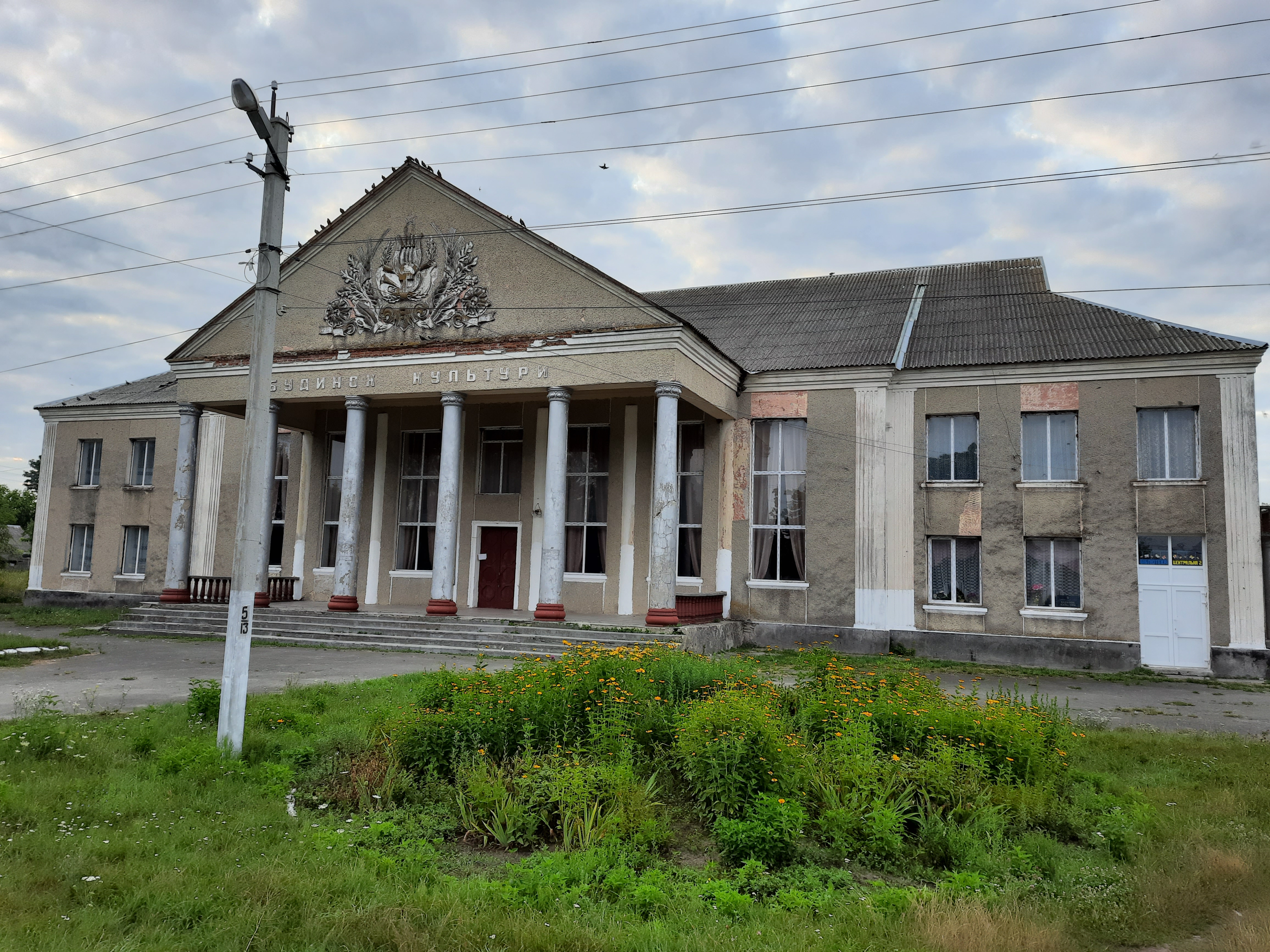
Будинок культури
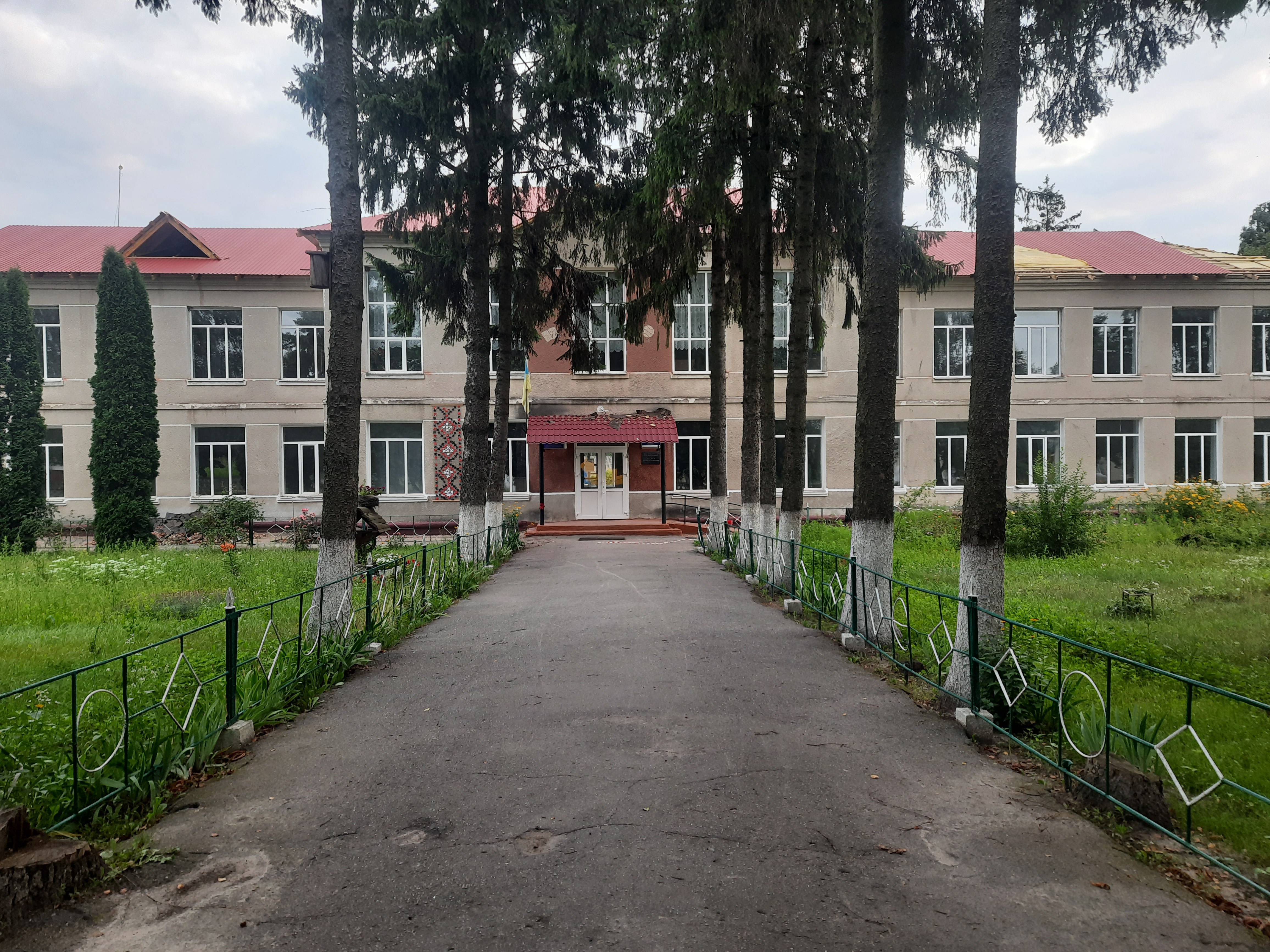
Школа
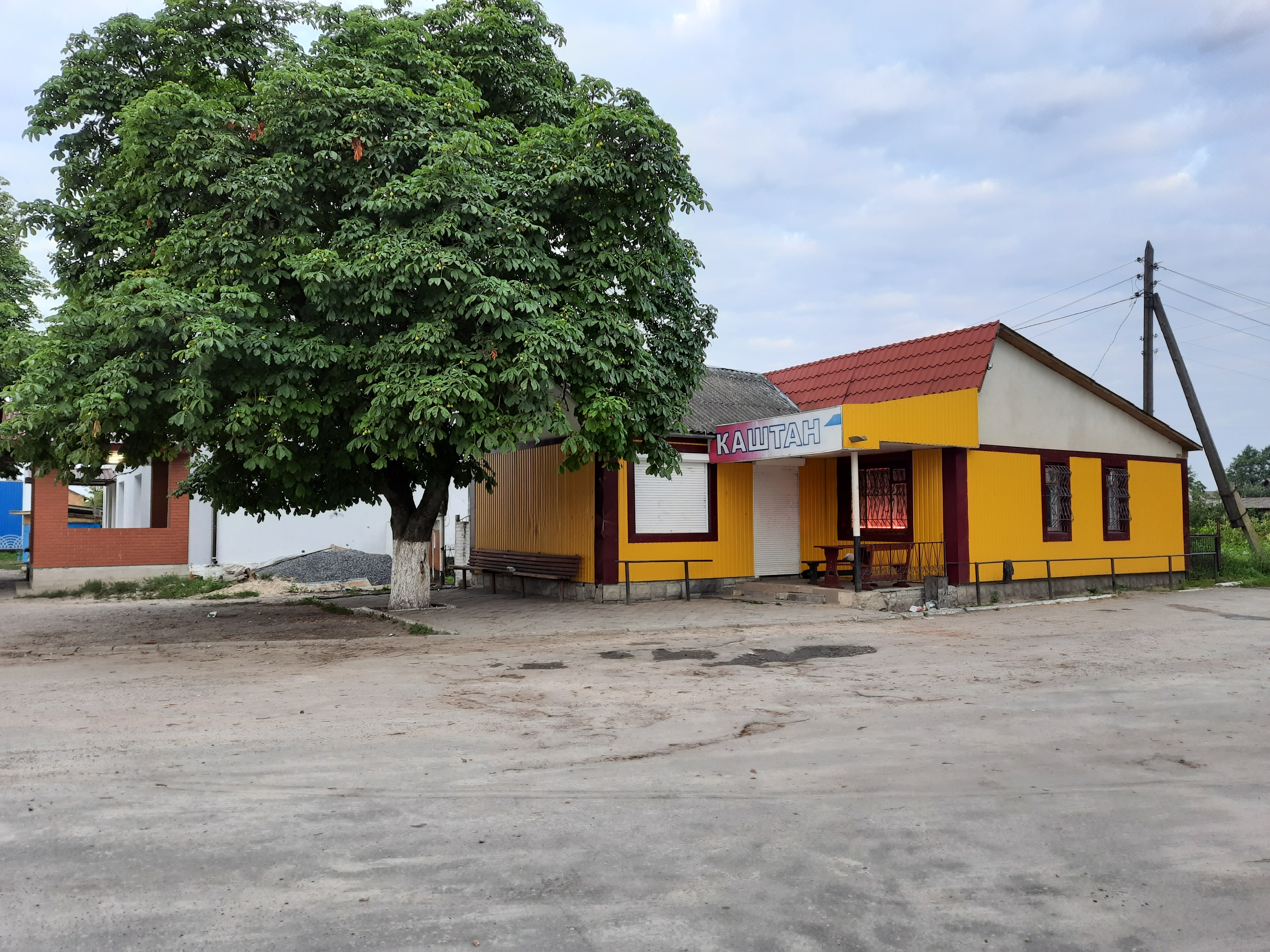
Крамниці
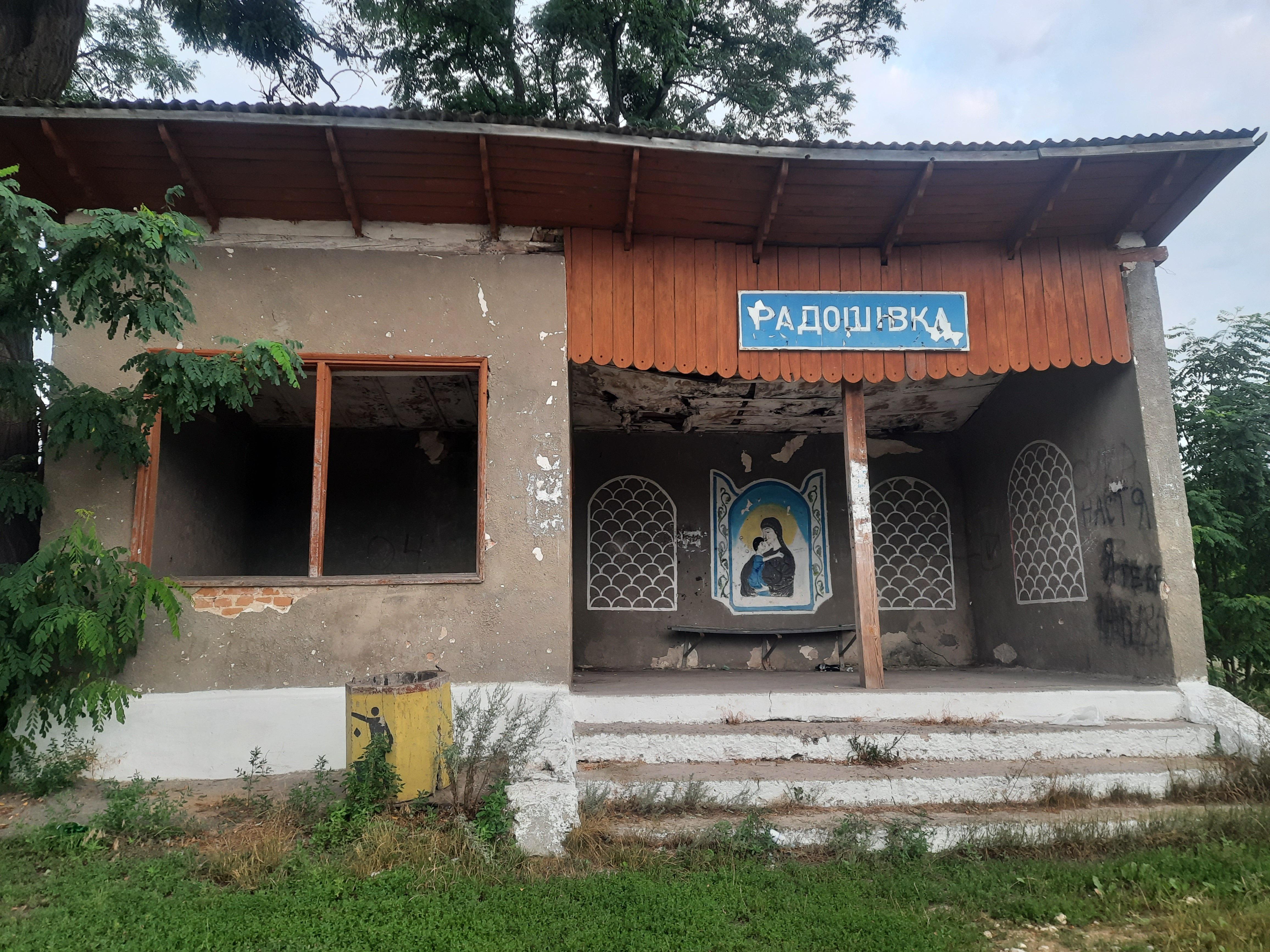
Автобусна зупинка
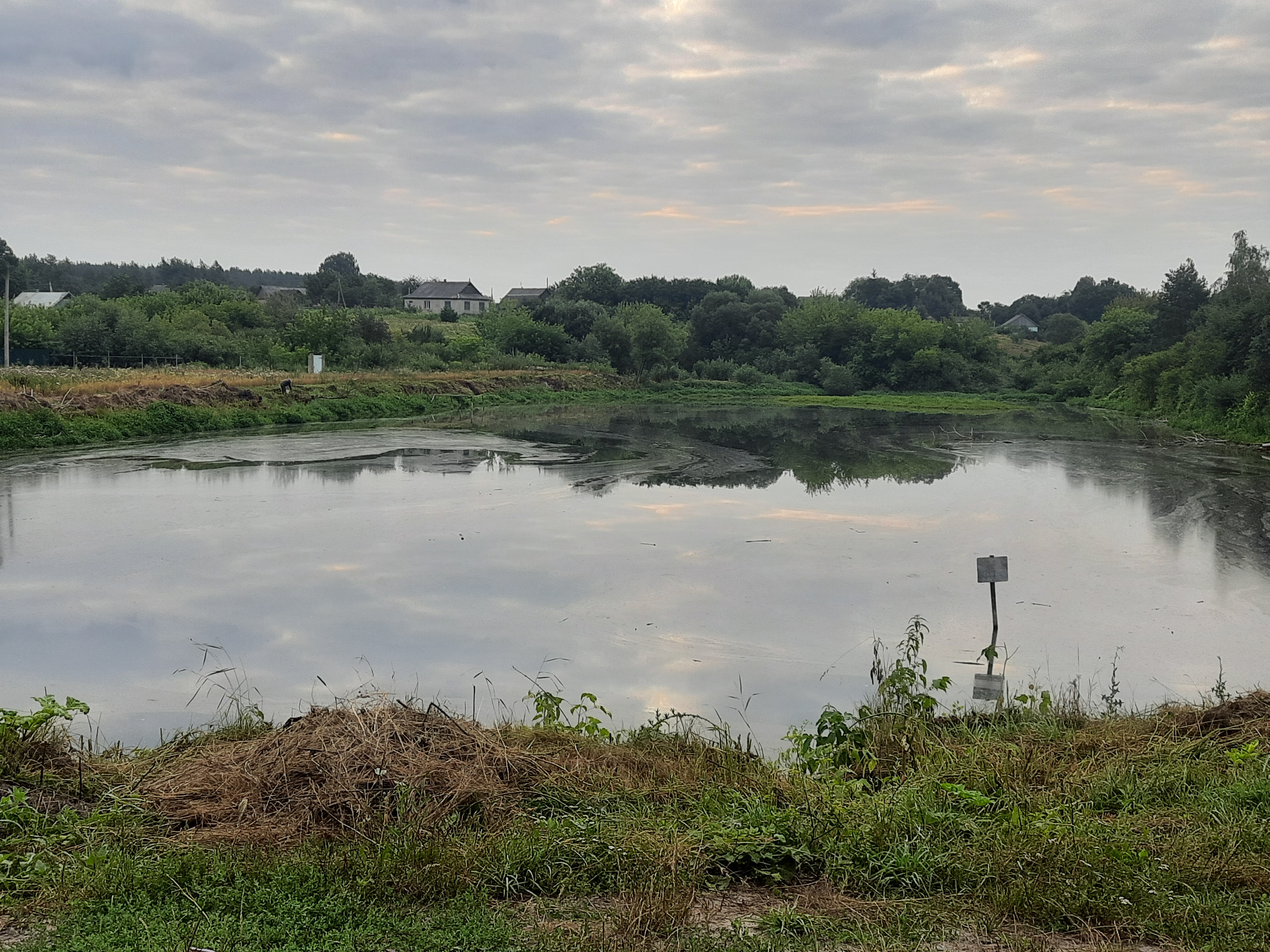
Сільський ставок

## Постаті
- Севрук Олександр Сергійович — старший солдат Збройних сил України, учасник російсько-української війни, що загинув у ході російського вторгнення в Україну в 2022 році.